# Partage de l'eau du fleuve Kaveri
Le partage de l'eau du fleuve Kaveri (aussi appelé Cauvery) est à l'origine d'un long conflit juridique, émaillé d'émeutes populaires, entre deux États de l'Inde du Sud, le Tamil Nadu et le Karnataka. La genèse du différend repose sur deux accords, conclus en 1892 et 1924, entre la Présidence de Madras et le Royaume de Mysore.
Le fleuve qui prend sa source au Karnataka dans les montagnes des Ghats occidentaux à 50 km à vol d'oiseau de la côte de Cannanore à l'Ouest de l'Inde, se jette à l'opposé du sous-continent indien à l'Est, dans le golfe du Bengale près de Nagapattinam après un parcours de 950 km.
Le bassin du fleuve pris en considération dans cette affaire est long de 800 km et s'étend sur 32 000 km2 au Karnataka, puis sur 44 000 km2 au Tamil Nadu jusqu'à la rivière Kollidam un défluent du Kaveri. L'afflux d'eau en provenance de son bassin au Karnataka est de 12 km3 par an, alors qu'il n'est que de 7 km3 depuis le Tamil Nadu. Le problème de la répartition annuelle des eaux entre États est rendu encore plus complexe par les variations climatiques du climat de mousson qui régit l'Inde du Sud. Tardives certaines années et cause de sécheresse, les pluies de mousson peuvent provoquer des inondations catastrophiques d'autres années, comme en août 2018 au Karnataka. Dans ces conditions l'évolution annuelle du débit du fleuve est difficilement mesurable et les prévisions aléatoires.

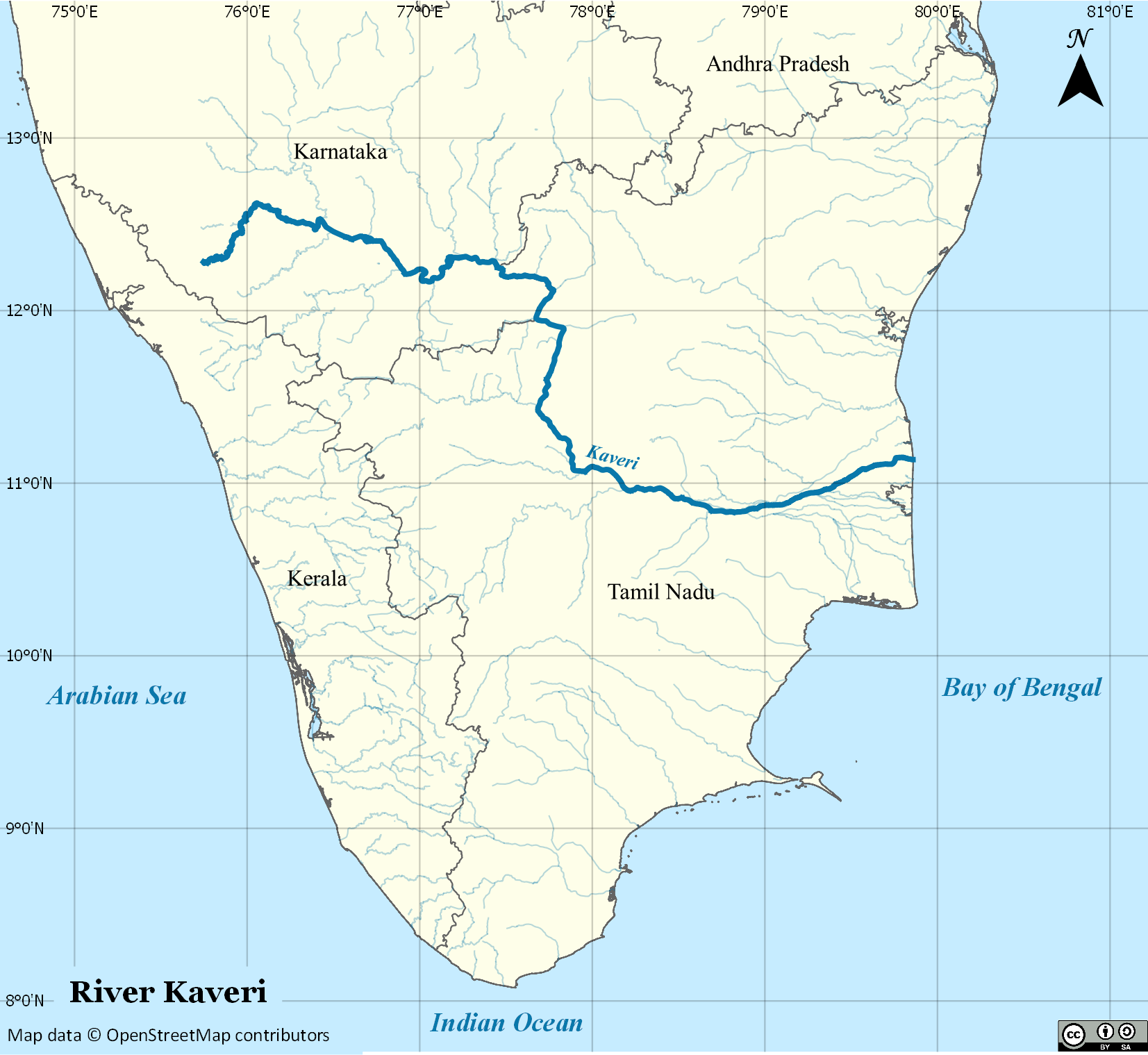
Cours du fleuve Kaveri à travers le Karnataka et le Tamil Nadu.

À la fin du XIXe siècle, sur la base de l'afflux d'eau, le Karnataka exige sa juste part de l'eau du fleuve. Il affirme que les accords antérieurs à l'indépendance (en 1947) sont invalides et sont fortement biaisés en faveur de la présidence de Madras, à la suite de l'accord de 1892, et réclame un règlement renégocié fondé sur un "partage équitable des eaux".
Le Tamil Nadu, d'autre part, plaide qu'il a déjà développé près de 12 000 km2 de cultures, qu'il en est venu à dépendre très fortement de la répartition existante et que toute diminution de ce volume d'eau aura des conséquences négatives sur les moyens d'existence de millions d'agriculteurs de l'État,.
Des décennies de négociations entre les parties n'ont, dans un premier temps, portées aucun fruit. Le Gouvernement indien a donc, en 1990, constitué un tribunal pour examiner la question.
Après avoir entendu les arguments de toutes les parties concernées pendant les 16 années suivantes, le tribunal a rendu son verdict final le 5 février 2007.
Dans ce verdict, le tribunal a alloué 11,7 km3 d'eau par an au Tamil Nadu, 7,6 km3 au Karnataka, 0,8 km3 au Kerala et 0,2 km3 au Territoire de Pondichéry.
Le Karnataka et le Tamil Nadu étant les principaux consommateurs, le Karnataka a reçu l'ordre de restituer 5,4 km3 d'eau au Tamil Nadu en année normale, de juin à mai.
Le différend ne s'est toutefois pas arrêté là, car ces quatre États ont décidé de déposer des requêtes en révision pour obtenir des éclaircissements et une éventuelle renégociation de l'ordonnance.

## Causes historiques du litige
Les Britanniques ont contrôlé Mysore et Madras pendant une courte période au milieu du XIXe siècle. Pendant leur gouvernement de nombreux plans ont été élaborés pour l'utilisation des eaux du fleuve par les deux États. Cependant, la sécheresse et la famine du milieu des années 1870 ont mis un frein à la mise en œuvre de ces plans. Les plans sont relancés par Mysore en 1881, date à laquelle l'état de Mysore est revenu entre les mains des rois de Mysore, tandis que le Tamil Nadu actuel continue de faire partie de la présidence de Madras.

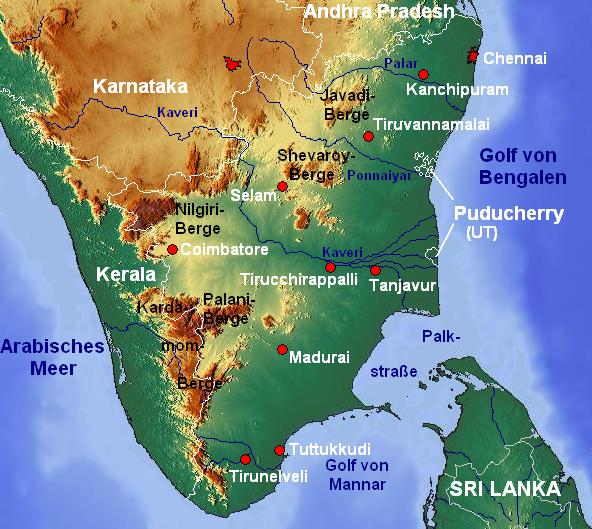
Le Kaveri coule d'abord au Karnataka puis au Tamil Nadu.

Ces plans se heurtent bien sûr à la résistance de la présidence de Madras et l'État de Mysore après s'être adressé en vain à la Présidence de Madras, doit en appeler au Gouvernement britannique ; à la suite de quoi, une conférence se tient en 1890 avec pour objectif de convenir "...des principes d'un modus vivendi, qui permettrait d'une part à Mysore de mener les travaux d'irrigation, d'autre part, de donner à Madras une sécurité pratique contre les dommages occasionnés" et finalement l'Accord de 1892 est signé.
Les choses n'en restent pas là et atteignent leur paroxysme en 1910 lorsque le gouvernement de Mysore, sous Krishnaraja IV Wodeyar en tant que roi et le capitaine Dawes en tant qu'ingénieur en chef, élaborent un plan de construction d'un barrage au village de Kannambadi au Karnataka afin de retenir jusqu'à 1,17 km3 d'eau. La présidence de Madras refuse alors de donner son accord pour cet aménagement car elle a son propre projet de construction d'un barrage de stockage, à 200 km en aval à Mettur au Tamil Nadu, d'une capacité de 2,26 km3.
Après en avoir appelé au gouvernement britannique en Inde, l'autorisation est accordée à Mysore, mais pour un stockage réduit au quart de la capacité prévue, soit 0,3 km3. Pendant la construction, cependant, les fondations qui sont posées correspondent à la capacité demandée initialement, ce qui provoque le courroux de Madras et la reprise du différend. En conséquence, le Gouvernement britannique de l'Inde de l'époque a renvoyé la question à l'arbitrage en vertu de la Règle IV de l'Accord de 1892. Le différend est alors pour la première fois soumis à arbitrage. La procédure débute le 16 juillet 1913 et la sentence rendue le 12 mai 1914 confirme l'autorisation pour Mysore de construire son barrage, à condition de limiter sa capacité à 0,3 km3.
Madras ayant fait appel de cette sentence, les négociations se poursuivent, jusqu'à un accord conclu en 1924, puis amendé en 1929 et 1933. L'Accord final entre les Gouvernements de Mysore et de Madras concerne finalement la construction d'un barrage et d'un réservoir à Krishnarajasagara. Il est signé le 18 février 1924 et prévoit entre autres que "Les limitations et dispositions prévues... sont susceptibles d'être réexaminées à l'expiration d'un délai de 50 ans" à compter de cette date.

## Évolution postérieure à l'indépendance
En 1947, l'Inde devient indépendante. Plus tard, en 1956, une réorganisation des États de l'Inde a lieu et les frontières des États sont redessinées en fonction de la démographie linguistique. Le Kodagu (ou Coorg) où prend sa source le Kaveri, dépend désormais de l'État de Mysore. Des parties du Malabar qui faisaient auparavant partie de la présidence de Madras sont attribuées au Kerala. Pondichéry est déjà devenue un territoire de fait de l'Union en 1954.

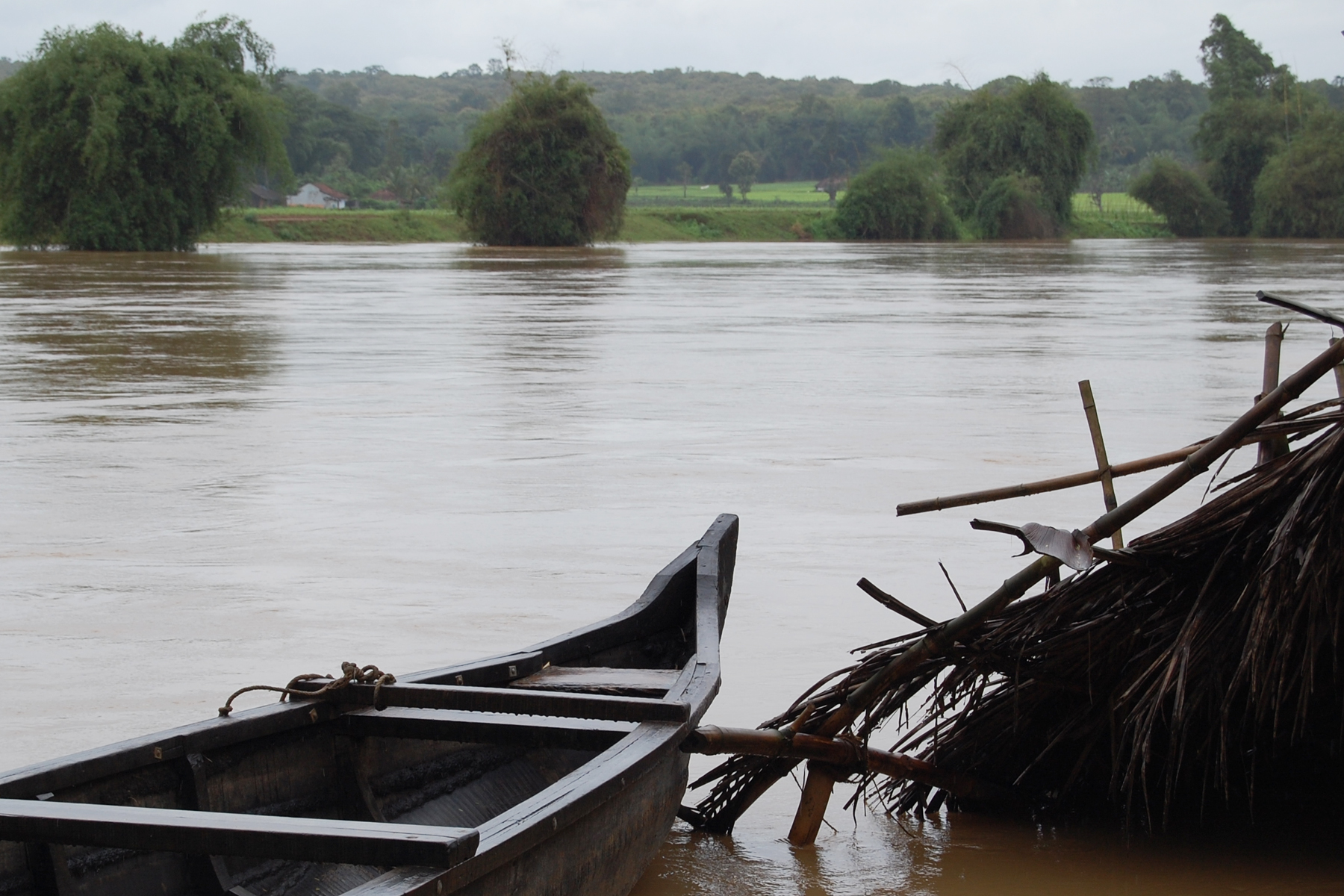
La rivière Kabini à Kabanigiri au Wayanad, Kerala.

Ce redécoupage des frontières des États fait que certaines parties du Kerala et de Pondichéry se retrouvent dans le bassin du fleuve Kaveri et deviennent des intervenants dans le partage de ses eaux. Le Kerala revendique ce statut car l'un des principaux affluents du Kaveri, la rivière Kabini, prend sa source au Kerala, dans le district de Wayanad. La région de Karikal du territoire de Pondichéry, à l'embouchure du fleuve, exige sa part d'une eau qu'elle prétend avoir de tout temps utilisée pour la boisson et l'agriculture. Bien que ces revendications supplémentaires compliquent considérablement les choses sur le plan technique, l'État de Mysore (Karnataka actuel) et l'État de Madras (Tamil Nadu actuel) demeurent les principaux antagonistes du différend.
Vers la fin des années 1960, les États et le gouvernement central commencent à prendre conscience de la gravité de la situation alors que la période de 50 ans de l'accord de 1924 arrive bientôt à son terme. Des négociations débutent qui vont se poursuivre pendant près de 10 ans.

## Historique des événements

### Les années 1970
Pendant que les discussions se poursuivent, un Comité de recherche des faits (CFFC) est constitué en 1971 pour examiner les réalités du terrain et dresser un état des lieux. Après plusieurs rapports préliminaires un rapport final est établi en 1973 et après de longues discussions inter étatiques, un projet d'accord est rédigé en 1976. Ce projet est accepté par tous les États concernés et par le Gouvernement central.
Mais, lorsque le Karnataka commence la construction du barrage de Harangi à Kushalanagara, au Kodagu, le Tamil Nadu s'oppose à nouveau à cette construction en vertu d'un décret de 1956, exigeant l'arrêt immédiat des travaux de construction du barrage.

### Les années 1980 et 1990
Plus tard, le Tamil Nadu retire cette plainte, demande la constitution d'un tribunal et la reprise des négociations. Après plusieurs années la situation est toujours dans l'impasse, si bien qu'en 1986, une association d'agriculteurs de Tanjavur (Tamil Nadu) saisi la Cour suprême pour demander la constitution d'un tribunal.

#### Mise en place du tribunal - 1990
La Cour suprême ordonne au gouvernement de l'époque de constituer un tribunal et de le saisir du différend. Les quatre États concernés présentent leurs requêtes comme suit :
- Le Karnataka - réclame 13,2 km3
- Le Kerala revendique 2,8 km3
- Pondichéry demande 0,3 km3
- Le Tamil Nadu soutient que la répartition doit être assurée conformément aux accords de 1892 et 1924, c'est-à-dire 16 km3 pour le Tamil Nadu et Pondichéry ; 5 km3 pour le Karnataka et 0,15 km3 pour le Kerala.

#### Sentence provisoire et émeutes

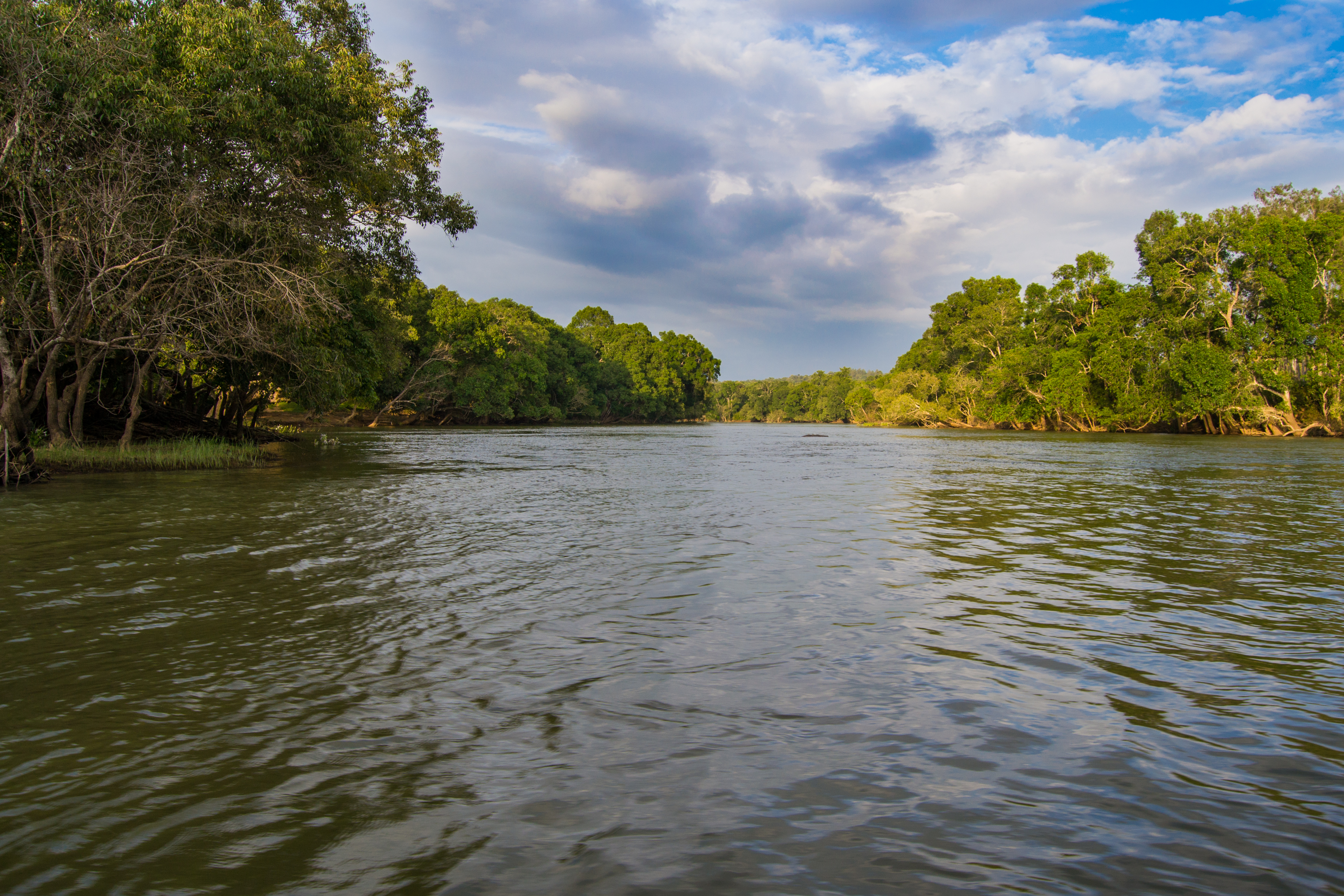
La Kaveri au début de son cours dans la forêt de Dubare, au Coorg, Karnataka.

Peu après la mise en place du tribunal, le Tamil Nadu exige une injonction à l'encontre du Karnataka demande qui est rejetée. Le Tamil Nadu s'adresse alors à la Cour suprême qui enjoint au tribunal de reconsidérer la plainte du Tamil Nadu. Une sentence provisoire est rendu le 25 juin 1991 qui prend en considération les débits moyens du fleuve sur une période de 10 ans de 1980 à 1990 en ignorant les années de sécheresses extrêmes pour le calcul.
Le Karnataka contestant ce mode de calcul du tribunal, la Cour suprême doit de nouveau intervenir. Elle confirme la sentence du tribunal et le Karnataka est contraint de s'y plier. Des violences généralisées éclatent alors dans certaines parties du Karnataka et du Tamil Nadu. Des milliers de familles tamoules doivent fuir Bangalore de peur d'être attaquées et lynchées par des militants pro-Kannada encouragés par le gouvernement de l'État. Ces émeutes, principalement centrées sur les parties tamoules de Bangalore, durent près d'un mois et la plupart des écoles et universités restent fermées.

#### La crise de 1995–1996
En 1995, les pluies de moussons sont faibles au Karnataka qui a beaucoup de mal à respecter l'ordonnance provisoire de 1991. Le Tamil Nadu pour sa part réclame la libération immédiate d'au moins 0,8 km3. La Cour suprême renvoie le Tamil Nadu au tribunal qui demande au Karnataka de libérer un tiers de ce volume, mais le  Karnataka argue que même ce tiers est impossible à délivrer... et c'est enfin le premier ministre de l'époque, P. V. Narasimha Rao qui doit trouver un compromis à ces arguties, afin que le Karnataka libère enfin en 1996... à peine le quart de la capacité réclamée par son adversaire.

#### Constitution du CRA
Le Karnataka a toujours soutenu que la répartition provisoire n'était pas "scientifiquement établie" et donc imparfaite. De plus, il n'y a pas de formule précise et faisant consensus pour partager les eaux en cas de mousson insuffisante. Mais il s'est néanmoins conformée à l'ordonnance, sauf en 1995-1996, année où les pluies ont été insuffisantes.
En 1997, le Gouvernement propose la création d'une autorité fluviale de la rivière Kaveri (CRA  ou Cauvery River Autority), qui soit investie de pouvoirs étendus allant jusqu'au contrôle des barrages en cas de non-respect de l'ordonnance provisoire. Le Karnataka, maintenant sa position sur l'absence de fondement scientifique de l'ordonnance, proteste contre cette proposition.
Le gouvernement présente alors une nouvelle proposition qui réduit considérablement les prérogatives du CRA et créé deux nouveaux organes:
- la Cauvery River Authority (CRA) composée du Premier ministre et des ministres en chef des quatre États (Karnataka, Tamil Nadu, Pondichéry et Kerala) siégeant à New Delhi,
- et le Cauvery Monitoring Committee (CMC) un organe d'expertise composé d'ingénieurs, de technocrates et d'autres fonctionnaires chargé de faire le point sur les " réalités du terrain " et de rapporter au gouvernement.

### Les années 2000

#### La crise de 2002

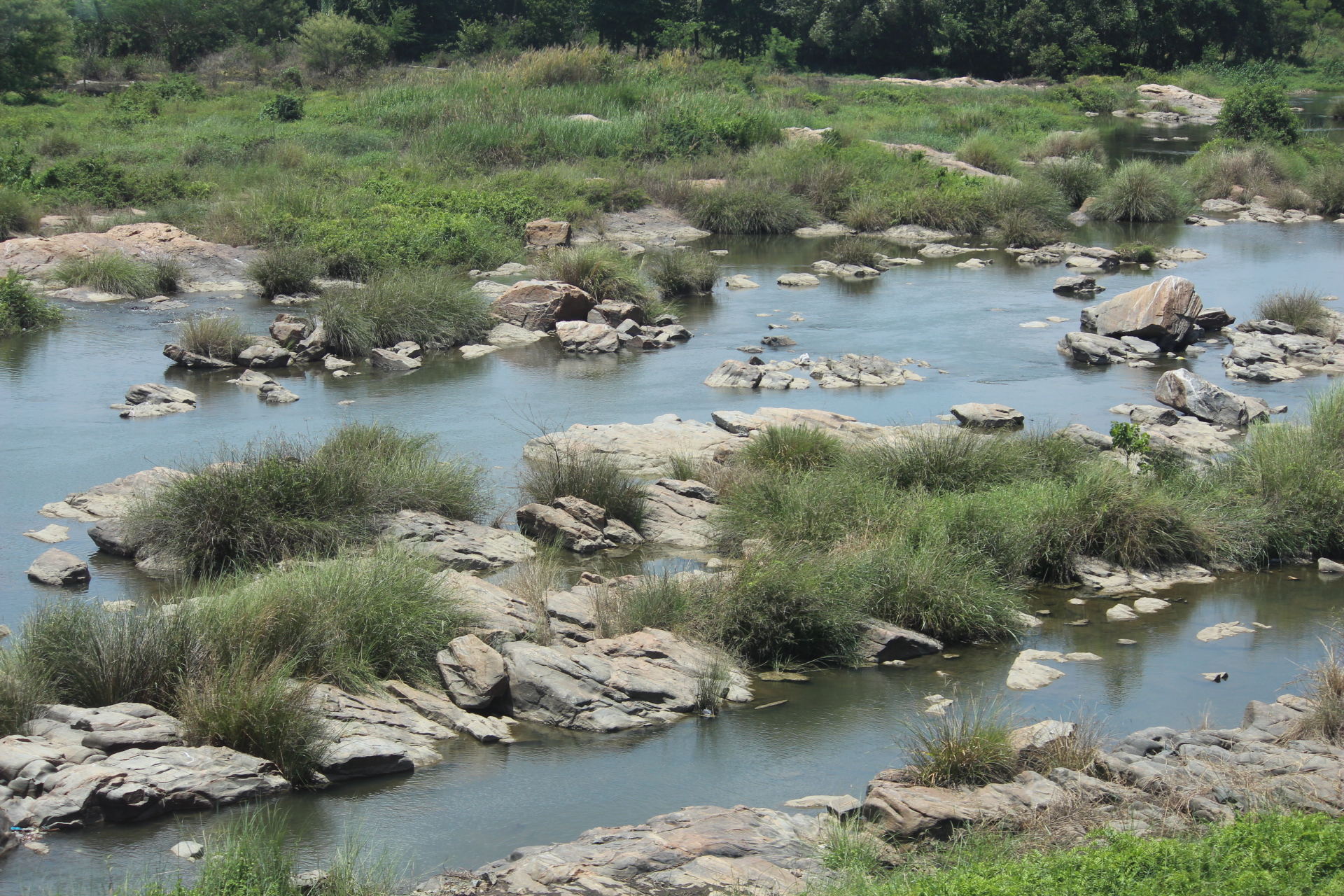
Le lit du fleuve à Srirangapatna près de Mysore au Karnataka.

Au cours de l'été 2002, les choses atteignent encore une fois un paroxysme lorsque la mousson s'avère faiblement pluvieuse à la fois au Karnataka et au Tamil Nadu. Dans les deux États, les niveaux dans les réservoirs sont historiquement bas et, inévitablement, les esprits s'échauffent en proportion inverse. Comme en 1995-1996, le point de friction est de savoir comment répartir la pénurie entre les deux États. Question cruciale mais négligée par le tribunal. Cette fois encore le Karnataka répond négativement aux demandes du Tamil Nadu.
Une réunion de la CRA est convoquée le 27 août 2002, mais le ministre en chef du Tamil Nadu en claque la porte et c'est de nouveau la Cour suprême qui doit ordonner au Karnataka de libérer la quantité d'eau journalière fixée par La Cour suprême.
Cette fois, cependant, le gouvernement du Karnataka refuse, défiant à la fois le CRA et la Cour suprême et pratique une "politique de guérilla" en reprenant les transferts d'eau pendant quelques jours, puis en les arrêtant à nouveau le 18 septembre, lorsque les manifestations de mécontentement des agriculteurs de l'état commencent à prendre un tournant dangereux.
Accusations et démentis se multiplient entre les deux États et inévitablement le litige s'exprime dans les rues, d'abord  dans le district de Mandya, puis menace de s'étendre à d'autres parties du Karnataka. Celui-ci refusant une seconde fois d'obtempérer à l'ordre de la Cour suprême, son adversaire le Tamil Nadu dépose une requête pour outrage au tribunal. Les manifestations se généralisent alors dans les rues de chacun des deux États, avec la participation de toutes les couches de la société et même d'acteurs de cinéma. En représailles, les chaînes de télévision tamoules ainsi que les salles de cinéma diffusants des films Kollywood sont bloquées et tous les bus et véhicules immatriculés au Tamil Nadu sont interdits d'accès au Karnataka.
Afin de calmer les tensions avant que la situation ne dégénère le ministre principal, S. M. Krishna organise une marche (en) (ou padayatra) de Bangalore à Mandya.

#### De 2003 à 2006
Cette période ne connaît pas de crise majeure dans le conflit, même si l'été 2003 est marqué par une vague de sécheresse dans les deux États. Les moussons de 2004, 2005 et 2006 sont assez abondantes, ce qui contribue à calmer les esprits. Par contre les événements se précipitent devant les tribunaux.

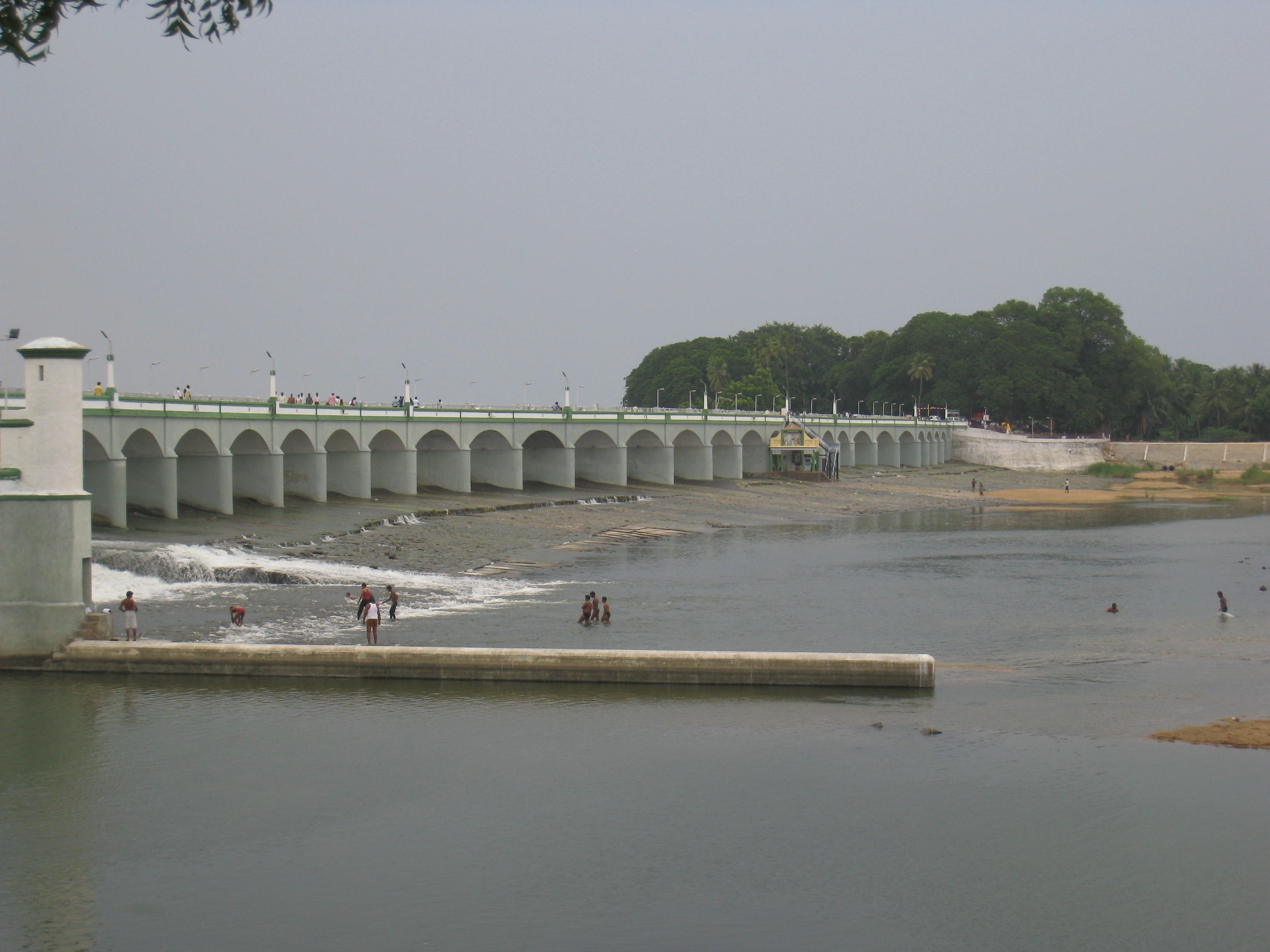
Le barrage du Grand Anicut sur la Kaveri à Kallanai - Tamil Nadu

Tout d'abord, en 2005, le tribunal, dont le mandat doit expirer en août demande une prorogation qui est accordée. Le mandat est prolongé jusqu'en septembre 2006.
Au début de 2006, une controverse éclate à propos d'un rapport des experts qui est divulgué par la presse avant d'être remis aux autorités.
Puis quelques mois à peine avant l'échéance de septembre 2006, le tribunal recommande la formation d'un nouveau comité d'experts, proposition que les quatre États unanimes jugent dilatoire et rejettent avec véhémence. Lors des audiences sur ce sujet, qui se déroulent devant des salles bondées, un nouveau scandale éclate lorsque les différentes parties prenantes font étalages de leurs désaccords, non seulement entre elles, mais également au sein de chaque état et même de dissensions en internes à l'équipe des magistrats chargés de juger le litige.
Néanmoins, le nouveau comité d'experts est nommé et le tribunal - qui existe déjà depuis 16 ans - obtient même une seconde prolongation de son mandat.

#### Le verdict de 2007
Le tribunal des litiges relatifs à l'eau du fleuve Kaveri rend son verdict "final" le 5 février 2007. Selon ce verdict, le Tamil Nadu obtient 11,86 km3 d'eau et le Karnataka 7,65 km3, le Kerala reçoit 0,85 km3 et Pondichéry 0,2 km3.
Le volume d'eau effectivement transféré du Karnataka au Tamil Nadu doit être de 5,44 km3 par an et cette eau doit être rejetée au Tamil Nadu selon un calendrier mensuel établi comme suit : Juin (0,28 km3), juillet (0,96), août (1,42), septembre (1,13), octobre (0,62), novembre (0,42), décembre (0,23), janvier (0,08), et 0,07 km3 en février, mars, avril et mai.
Le Tamil Nadu et le Karnataka, mécontents de ces décisions, déposent immédiatement une requête en révision devant le tribunal.

### Les années 2010

#### En 2012 - Crise au Karnataka
Le 19 septembre, le premier ministre indien Manmohan Singh ordonne au Karnataka de relâcher 255 m3/s d'eau chaque jour du Kaveri vers le Tamil Nadu. Mais en raison de la sécheresse qui sévit, le représentant du Karnataka refuse, quitte la réunion interministérielle en signe de protestation et le 21 septembre dépose même une requête contre cette injonction.
Le 28 septembre, la Cour suprême condamne le gouvernement du Karnataka qui, n'ayant pas d'autre choix, commence à libérer de l'eau ce qui déclenche de vastes protestations et des violences dans l'État.
Le 4 octobre, le gouvernement du Karnataka fait une nouvelle tentative dilatoire devant la Cour suprême pour obtenir un sursis.
Malgré une mobilisation populaire sous la bannière de "Kannada Okkoota" et une paralysie totale de l'état le 6 octobre contre ces lâchers d'eau, la Cour suprême réitère son ordre de libération de 255 m3/s d'eau chaque jour, chargeant le Premier Ministre d'y veiller. Malgré les réclamations des partis politiques du Karnataka (Congrès national indien et Bharatiya Janata Party) l'ordre du 19 septembre est maintenu.
Quelques heures plus tard, le Karnataka cesse tout déversement d'eau vers le Tamil Nadu qui plaide une nouvelle fois devant la Cour suprême, pour que le déficit de 1,36 km3 soit comblé conformément à la formule de partage d'urgence. Le Karnataka s'exécute tardivement entre le 16 et le 30 novembre.
Le 6 décembre, ce sont 283 m3/s d'eau chaque jour que la Cour suprême ordonne au Karnataka de libérer pour le Tamil Nadu dans le but de sauver les cultures sur pied des deux états.

#### Le gouvernement indien intervient - 2013

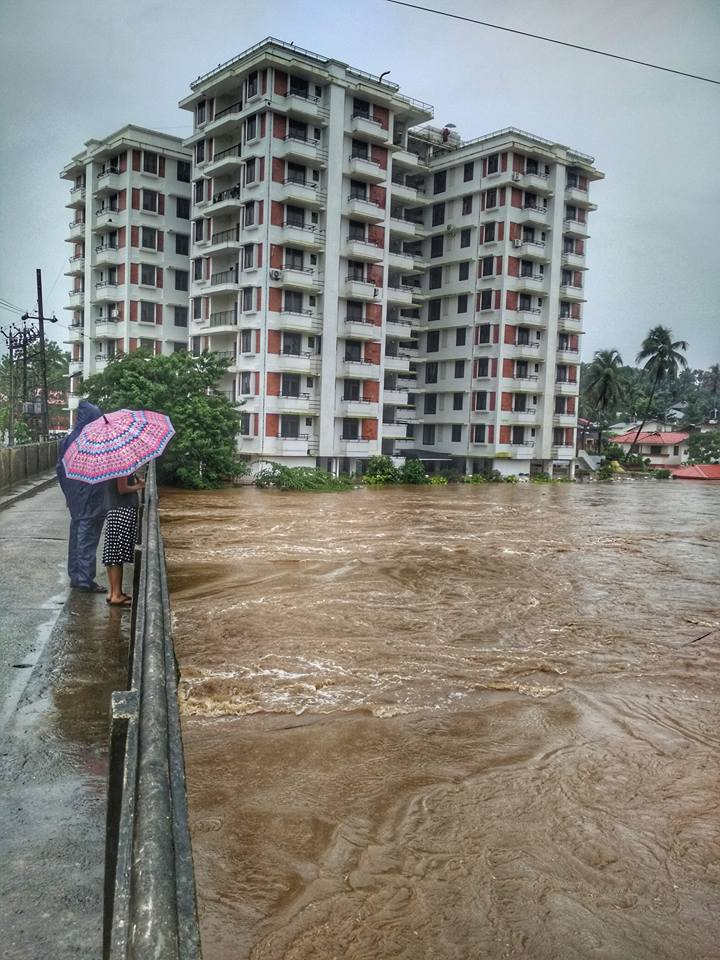
Inondation d'août 2018 en Inde.

Le 20 février 2013, le Gouvernement indien annonce l'attribution définitive des volumes, en précisant l'allocation annuelle de  chaque état,,. Une nouvelle disposition comptabilise pour le Tamil Nadu plus de 0,48 km3 d'eau disponible sur la rivière Kollidam le défluent de la Kaveri.
Le partage de l'eau repose sur deux situations :

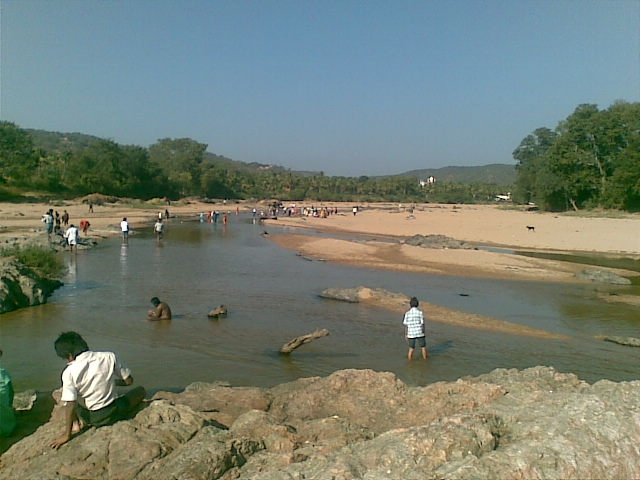
Le fleuve Kaveri à Mekedatu - Karnataka.

- Lorsque la disponibilité de l'eau est supérieure au volume d'une année normale.
- Lorsque la disponibilité de l'eau est égale ou inférieure au volume d'une année normale.

L'année normale étant celle pendant laquelle le volume des eaux disponible dans le bassin considéré est de 20,95 km3.
Les stocks des réservoirs non consommés l'année "n" sont pris en compte pour le calcul de l'année totale "n+1" à partager par les états riverains.
D'autres dispositions complémentaires fixent les volumes attribués au Kerala compte tenu du fait qu'il peut utiliser les eaux des bassins des rivières Kabini, Bhavani et Pambar.
Malgré ces quantitatifs très précis, il demeure une ambiguïté fondamentale : Les volumes "à consommer" par chaque État sont bien précisées - le "Quoi ?" - et même mois par mois en ce qui concerne les transferts Karnataka vers Tamil Nadu, mais le texte n'a pas défini le "Comment ?" c'est-à-dire par quels moyens mesurer ces quantités.
Année supérieure à la normale

Le Karnataka peut maintenant utiliser tout l'excès d'eau disponible dans sa région après avoir libéré les volumes annuels requis pour les autres états. De même au Tamil Nadu qui peut également utiliser tout l'excès d'eau disponible dans sa région y compris les eaux de crue du Karnataka, le cas échéant.
Le Karnataka fait la proposition constructive de stocker l'excès d'eau de ces "bonnes années de mousson" à Mekedatu pour les besoins en eau potable de Bangalore et la production hydroélectrique, mais le Tamil Nadu fait capoter ce projet,.
Année inférieure à la normale

Lorsque la disponibilité totale de l'eau est inférieure à 20,95 km3, par exemple de 30 %, la part attribuée à chaque État est réduite proportionnellement. Le Kerala (dans le bassin de la Kabini) et le Karnataka utilisent leurs allocations réduites de 30 % et rejettent le surplus sous la station de jaugeage de Billigundulu pour utilisation au Tamil Nadu et à Pondichéry. Les versements mensuels du Karnataka au Tamil Nadu sont également réduits dans la même proportion de 30 %.
Limitations de l'utilisation de l'eau

Les études menées par le tribunal fournissent en outre les données suivantes.
Sur la base des données sur l'eau des bassins hydrographiques disponibles de 1934 à 1971 (données vieilles de 44 ans environ), le tribunal a estimé le débit moyen dans l'ensemble du bassin hydrographique à 21,72 km3. La capacité de stockage disponible dans le bassin versant est de près de 8,78 km3. L'eau utilisée dans le delta du Kaveri au Tamil Nadu et à Pondichéry est de près de 7,93 km3, ce qui représente l'utilisation finale de l'eau dans le bassin fluvial, l'eau résiduelle allant soit vers la mer, soit en dehors du bassin du fleuve Kaveri.
Le tribunal n'a pas imposé de limite à l'utilisation des eaux souterraines dans le bassin hydrographique et il a également permis aux États du bassin d'utiliser tout l'excédent d'eau disponible au cours des années avec des volumes d'eau supérieurs à la normale.
Problème des sels dissous

La quantité totale de sel dissous générée dans le bassin est de près de 3,5 millions de tonnes par an. La salinité (teneur totale en sels dissous) estimée de l'eau disponible dans le delta du Kaveri est de 441 ppm, ce qui est proche du maximum admissible de sécurité de 500 ppm,,.
Le fait que la population du bassin hydrographique a atteint 40 millions d'habitants en 2015, a induit une augmentation des quantités de sels inorganiques utilisés/consommés par habitant dans les secteurs industriel, agricole et résidentiel, ce qui a accru les besoins d'élimination de ces sels. Lorsqu'il n'y a pas élimination naturelle du sel vers la mer grâce à un débit suffisant via le delta du Kaveri, comme lors des pénuries d'eau, la qualité de l'eau (salinité, basicité, alcalinité, etc.) se détériore au-delà des limites autorisées pour son utilisation et sa consommation et met en danger les écosystèmes aquatiques,,.
Comité de surveillance intérimaire

En réponse à la demande d'autorisation spéciale déposée précédemment par le Tamil Nadu, la Cour suprême ordonne, le 10 mai 2013, au gouvernement indien de créer un comité de surveillance provisoire chargé d'appliquer l'ordonnance du tribunal de la Kaveri jusqu'à la constitution du "Kaveri Management Board". Ce comité est officiellement créé par notification au Journal officiel du 22 mai 2013. Il a tous les pouvoirs (y compris celui de poursuivre et d'être poursuivi par les États riverains/victimes pour dommages et intérêts/indemnisation),.

#### Crise grave de 2016

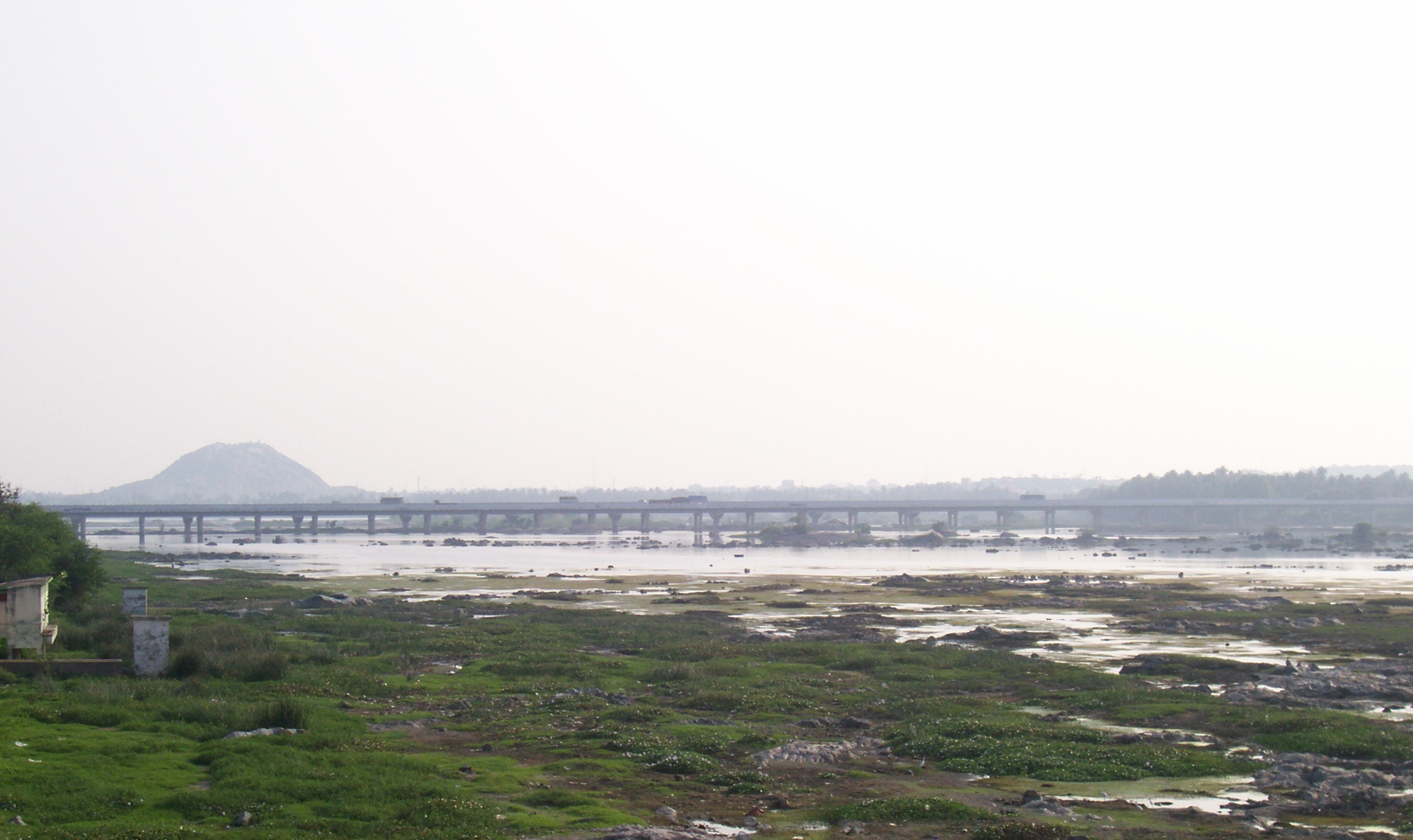
Pont sur le fleuve Kaveri à Bhavani au Tamil Nadu.

Le 22 août, nouvelle requête du Tamil Nadu concernant 1,42 km3 pour assurer sa troisième récolte de riz samba, comme le prévoit l'ordonnance finale du CRA de 2007. Refus du Karnataka.
Sur injonction de la Cour suprême, le Karnataka consent à délivrer 283 m3/s d'eau chaque jour, alors que le Tamil Nadu en demande le double, soit 566 m3/s. Finalement la Cour rend une sorte de jugement de Salomon et ordonne que le volume transféré soit 425 m3/s à délivrer pendant 10 jours à partir du 16 septembre.
En réponse, le 9 septembre les protestations conduisent à un nouveau blocage total du Karnataka, à une énième condamnation de l'état par la Cour suprême le 12 et par sa décision qu'il soit déversé 566 m3/s par jour au Tamil Nadu et ce jusqu'au 20.
Cette sanction provoque alors de graves troubles au Karnataka, des violences éclatent à Bangalore, Mysore, Mandya et dans tout l'État. Des véhicules sont incendiés et deux personnes sont tuées dans ces troubles,,. Les attroupements sont interdits à Bangalore et un couvre-feu y est même imposé dans certains quartiers.
En septembre, il est ordonné au Karnataka de libérer 85 m3/s par jour, puis 170 m3/s par jour à chaque fois pendant une semaine et enfin la Cour suprême enjoint au Gouvernement de l'État d'apporter une solution permanente au litige,. Cependant, le 23, lors d'une session extraordinaire de son Parlement, le Karnataka vote une résolution de ne pas déverser d'eau au Tamil Nadu. Plusieurs autres ordonnances de la Cour seront également ignorées, en septembre,, puis en octobre,, le Karnataka usant de toutes les arguties et atermoiements possibles pour ne pas transférer l'eau, avant le 18 octobre.

#### Février 2018 - Le verdict final?

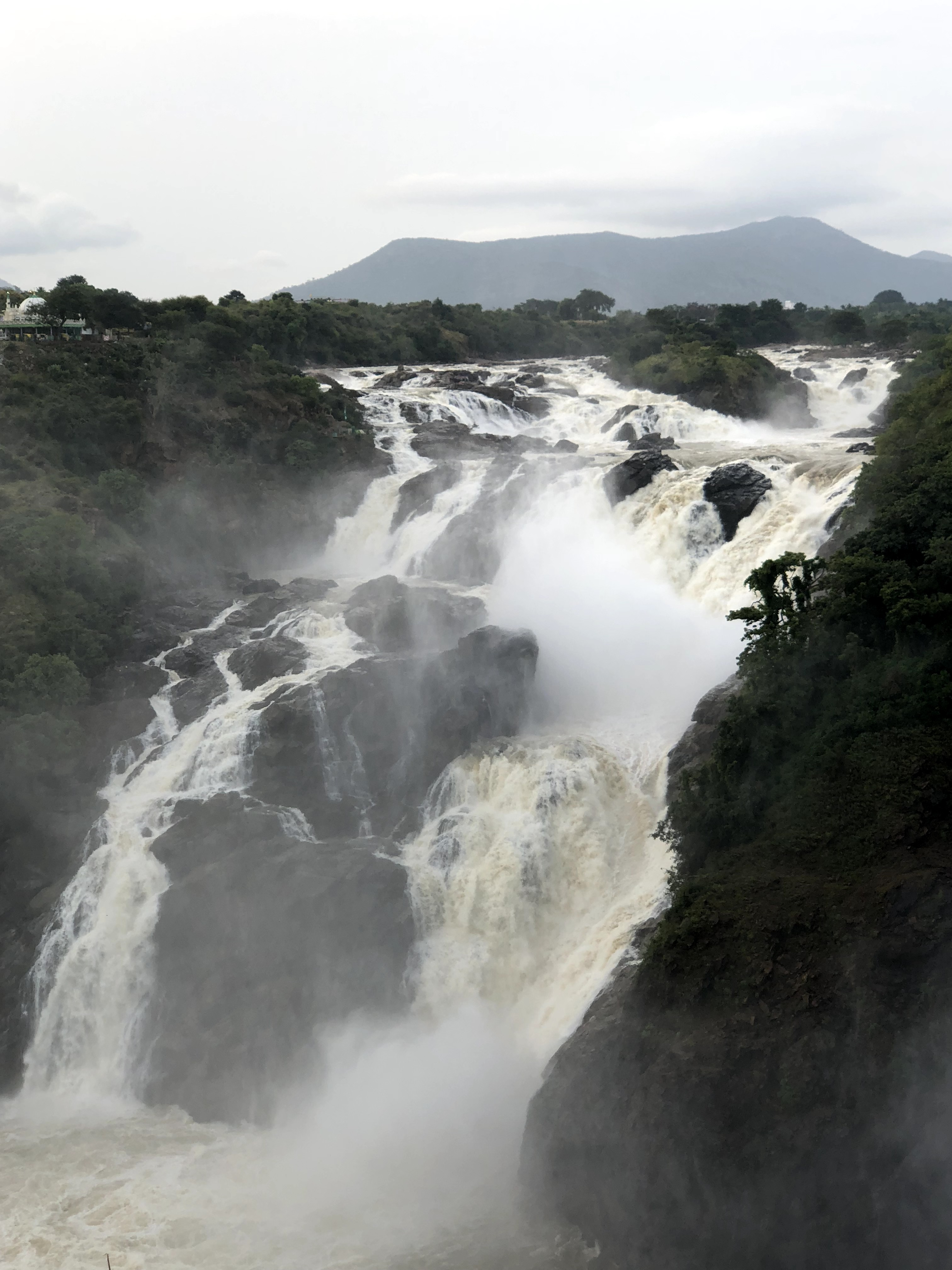
Cascade de Shivanasamudra sur le Kaveri - District de Mandya - Karnataka.

Le 9 janvier 2018, la Cour suprême annonce qu'elle rendra son verdict dans un délai d'un mois pour éclaircir toutes les affaires pendantes et la confusion.
Le 16 février 2018, l'honorable Cour rend le verdict suivant.
- Le Karnataka doit déverser chaque année pendant les 15 prochaines années, 8 km3 d'eau du fleuve Kaveri au Tamil Nadu, qui voit sa part réduite de 0,42 km3.
- Un conseil de gestion de la Kavery (KMB - Kaveri Management Board) est créé dans un délai de 40 jours afin d'appliquer strictement cette sentence[56].

##### Un verdict critiqué
Ce verdict est critiqué sur plusieurs points au Karnataka et dans toute l'Inde :
- Par le Karnataka, toujours à la recherche d'arguments permettant de gagner du temps, qui trouve que le délai imparti pour la création du KMB est trop court[57], ce qu'estime également le gouvernement indien[58].

- Par l'opinion publique indienne qui estime que la Cour suprême a outrepassé ses prérogatives et violé la Constitution (notamment son article 262), ainsi que les accords antérieurs entre les deux États[59],[60].

« Article 262 - Règlement des litiges relatifs aux eaux de rivières ou de vallées fluviales d'un État à l'autre.
- Le législateur peut légalement prévoir le règlement de tout différend ou de toute plainte relative à l'utilisation, à la distribution ou au contrôle des eaux d'une rivière ou d'une vallée fluviale d'un État à l'autre.
- Nonobstant les dispositions de la présente Constitution, le Parlement peut légalement prévoir que, ni la Cour suprême, ni aucun autre tribunal ne peut exercer sa compétence à l’égard d’un différend ou d’une plainte visé à la clause. »

##### Officialisation des organes de gestion et de régulation

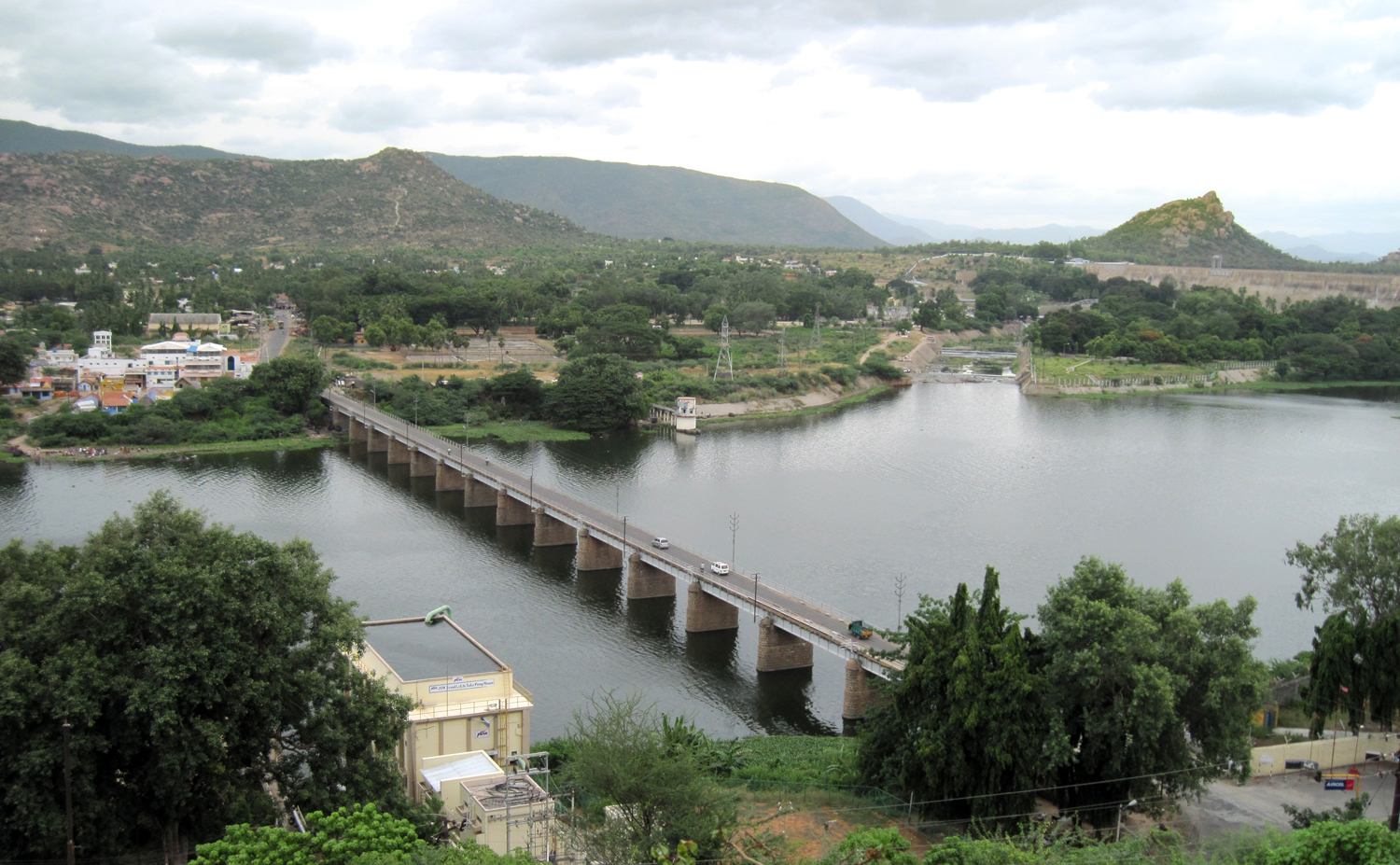
Barrage de Mettur sur le Kaveri au Tamil Nadu.

Le ministère des Ressources en eau et de l'Aménagement fluvial ordonne en conséquence que la création des organes de gestion et de contrôle du fleuve, soit publiée au journal officiel, afin que cette autorité, qui jouera désormais un rôle majeur dans le partage des eaux du fleuve entre trois États et un territoire de l'Union indienne, soit enfin officielle.
L'Autorité de gestion de l'eau du Kaveri (CWMA) est créée le 1er juin 2018.
Le Comité de régulation de l'eau du Kaveri (CWRC) est créé trois semaines plus tard et leurs dirigeants respectifs sont nommés.
Le CWMA, dont le siège social se trouve à Delhi, devient le seul organisme chargé de mettre en œuvre les décisions des tribunaux lors de conflits relatifs à l'eau du fleuve.
À noter, qu'il fallut près de trois mois après l'ordonnance de la Cour suprême pour que le gouvernement dirigé par la NDA officialise cette organisation et le verdict du tribunal, car le Premier ministre Narendra Modi et d'autres ministres étaient alors en campagne électorale au Karnataka où les élections ont eu lieu le 12 mai.

## Le verdict définitif
Plus de 70 ans après le début de ce différend sur l'eau du fleuve Kaveri, dans son verdict définitif (?) du 16 février 2018, la Cour suprême alloue davantage d'eau (0,42 km3) à  l'État du Karnataka par rapport à son quota de 2007 et fixe les quota suivant :
| Bases de calcul                                                            | Tamil Nadu     | Karnataka      | Kerala       | Pondichéry  | Total  |
| -------------------------------------------------------------------------- | -------------- | -------------- | ------------ | ----------- | ------ |
| Zone du bassin jusqu'au confluent de la rivière Kollidam (en km²)          | 44,016 (54%)   | 34,273 (42%)   | 2,866 (4%)   | --          | 81,155 |
| Zone à irriguer dans le bassin (en km²)                                    | 12,790 (36.9%) | 21,870 (63.1%) | --           | --          | 34,660 |
| Débit en provenance du bassin (en km3)                                     | 7,14 (32%)     | 12,03 (54%)    | 3,2 (14%)    | --          |        |
| Part de chaque état selon le verdict du tribunal de 2007 (en km3)          | 11,86 (58,19%) | 7,64 (37,19%)  | 0,85 (4,13%) | 0,2 (0,96%) | 20,55  |
| Part de chaque état selon le verdict de la Cour suprême de 2018 (en km3) , | 11,45 (55,68%) | 8,06 (39,22%)  | 0,85 (4,13%) | 0,2 (0,96%) | 20,55  |

Il faut ajouter à ces volumes :
- Réserve consacrée à la protection de l'environnement : 0,28 km3.
- Déversement inévitable vers la mer : 0,11 km3.